# Filum terminale
El filum terminale o fil terminal és un filament prim de la medul·la que segueix fins a la base al còccix a través del lligament coccigi. Té una llargària aproximada de 23 centímetres en una persona adulta i un gruix de 2 mil·límetres. Segueix la mateixa direcció del conducte raquidi del qual n'ocupa la part central, envoltat pels nervis de la cua de cavall.
Es divideix en dues parts:
La part superior de la fila terminal està formada per la piamàter espinal dins d'un sac dural dilatat, mentre que la part inferior està formada per la pia i la duramàter (amb la capa dural externa s'adhereix estretament al component pial intern).

## Anatomia
La part proximal/superior, el filum terminale intern o part pial del filum terminal, mesura 15 cm de llarg i s'estén fins a la vora inferior de la segona vèrtebra sacra (S2) (el conducte sacre límit inferior). Està compost pels vestigis de teixit neural, teixit connectiu i teixit neuroglial revestits per la piamàter. Està contingut dins d'una beina tubular de la duramàter i està envoltat pels nervis de la cauda equina (de la qual es pot reconèixer fàcilment pel seu color blanc blavós).
La part inferior/distal -el filum terminale externum, part dural del filum terminal o lligament coccigi— es forma quan el filum terminale internum arriba a l'extremitat inferior del sac dural; d'ara endavant, el filum terminale queda revestit per una capa de duramàter.
El filum terminale acaba finalment inferiorment en unir-se al dors del còccix al primer segment coccigi, barrejant-se amb el periosti coccigi.

### Relacions
El filum terminale està situat centralment enmig de les arrels nervioses espinals de la cauda equina (però no forma part de la cauda equina).
El nervi espinal inferior, el nervi coccigi, surt de la medul·la espinal al nivell del conus medul·lar a través de les respectives vèrtebres a través dels seus forats intervertebrals, superiors al filum terminal. Tanmateix, adherint-se a la superfície exterior del filum terminale hi ha uns quants fils de fibres nervioses que probablement representen un segon i tercer nervi coccigis rudimentaris.
El canal central de la medul·la espinal s'estén per sota a la part superior del filum terminal.

### Desenvolupament
El filum terminale és la resta vestigial de la porció caudal de la medul·la espinal que forma una eminència caudal en forma de cua a l'embrió. L'estructura normal del filum terminale en els fetus és diferent de la dels adults, sense elasticitat durant la vida intrauterina a causa de la manca de fibres elàstiques.